# Filtro linear
Um filtro linear aplica uma operação matemática linear a um sinal de entrada. Os filtros lineares são muito comuns na eletrônica e no processamento digital de sinais, porém também são utilizados na engenharia mecânica, física, entre outras.
São comumente utilizados para eliminar as frequências não desejadas de um sinal de entrada ou para selecionar uma frequência de um sinal. Existe uma grande variedade de filtros e tecnologias de filtros.
Independentemente se eles são eletrônicos, elétricos ou mecânicos, ou em quais faixas de frequência trabalhem, a teoria matemática dos filtros lineares é a mesma.

## Classificação pela função de transferência

### Resposta ao impulso
Os filtros lineares podem ser divididos em duas classes: filtros resposta de impulso infinita (IIR), e resposta de impulso finita (FIR). Em geral, um filtro com uma resposta em frequência compacta possuirá uma resposta de impulso infinita e um filtro com uma resposta de impulso compacta terá uma resposta de impulso finita. Até pouco tempo atrás, apenas os filtros IIR analógicos possuíam uma construção prática. Entretanto, tecnologias como as linha de atraso analógicas e os filtros digitais tornaram a construção de filtros FIR prática.

### Resposta em frequência
Existem vários tipos de filtros lineares, entre eles:
- Um filtro passa-baixas permite a passagem de frequências abaixo de sua frequência de corte.
- Um filtro passa-altas permite a passagem de frequências acima de sua frequência de corte.
- Um filtro passa-faixa permite a passagem apenas de uma faixa de frequências.
- Um filtro rejeita-faixa permite a passagem de todas as frequências fora de uma certa faixa.
- Um filtro passa-tudo permite a passagem de todas as frequências, porém altera a relação de fase entre elas.
- Um filtro de corte é um tipo específico de filtro rejeita-faixa que atua em uma faixa particularmente limitada de frequências.
- alguns filtros não são projetados de modo a bloquear nenhuma frequência, mas ao invés disso apenas para variar a amplitude a diferentes frequências: O filtro de pré-enfase, os equalizadores e os controles de tom são exemplos deste gênero de filtros.

Os filtros passa baixa e passa altas podem ser construídos a partir de combinações entre os filtros passa-baixas e passa-altas.
Uma forma popular de filtro de 2 pólos é o filtro Sallen Key. Este é capaz de produzir versões passa-baixas, passa-banda e passa-altas.

## A matemática do projeto de filtros
Os filtros lineares de todos os tipos podem ser completamente descritos através de sua resposta em frequência e de sua resposta em fase, a especificação de um destes pontos define o outro. De um ponto de vista matemático, os filtros IIR de tempo contínuo podem ser descritos através de equações diferenciais lineares, e sua resposta em impulso considerado como uma função de Green da equação. Filtros de tempo contínuo podem também ser descritos através da transformada de Laplace de sua resposta em impulso de tal forma que permita que todas as características do filtro sejam facilmente analisadas considerando a imagem do pólo e do zero em sua transformada de Laplace no plano complexo.
Antes do surgimento das ferramentas de análise computadorizadas, acessórios como o gráfico da resposta em frequência e gráfico de Nyquist eram extensivamente utilizados como ferramentas de projeto. Mesmo hoje em dia, estes ainda são ferramentas muito importantes para a compreensão do comportamento dos filtros.
Muitos projetos de filtros analógicos têm sido desenvolvidos, cada um buscando otimizar certa característica da resposta do sistema. Para filtros práticos, um projeto padrão é muitas vezes desejado, de modo que possa se encaixar nos critérios do projeto, que podem incluir a contagem e preço dos componentes, assim como as características da resposta em frequência.
Alguns filtros IIR clássicos são os seguintes:
- Filtro Bessel
- Filtro Butterworth
- Filtro Chebyshev
- Filtro elíptico (filtro de Cauer)

Estas descrições se referem às características matemáticas dos filtros (que são a resposta em frequência e fase). Estes podem ser implementados através de circuitos analógicos, ou através de algoritmos em sistemas de processamento digital de sinal.
Os filtros digitais são muito mais flexíveis em seu projeto e uso do que os filtros analógicos, aonde as limitações do projeto permitem seu uso. Notavelmente, não há a necessidade de considerar as tolerâncias dos componentes, e nível de Q muito altos podem ser obtidos.
Os filtros digitais FIR podem ser implementados através da convolução direta da resposta de impulso desejada para o sinal de entrada.
Os filtros digitais IIR também são relativamente fáceis de serem projetados. Entretanto, os filtros digitais IIR possuem seus problemas matemáticos de projeto, em particular relacionados à faixa dinâmica e a problemas de como o final da região de não linearidade.